# Porážka zvířat

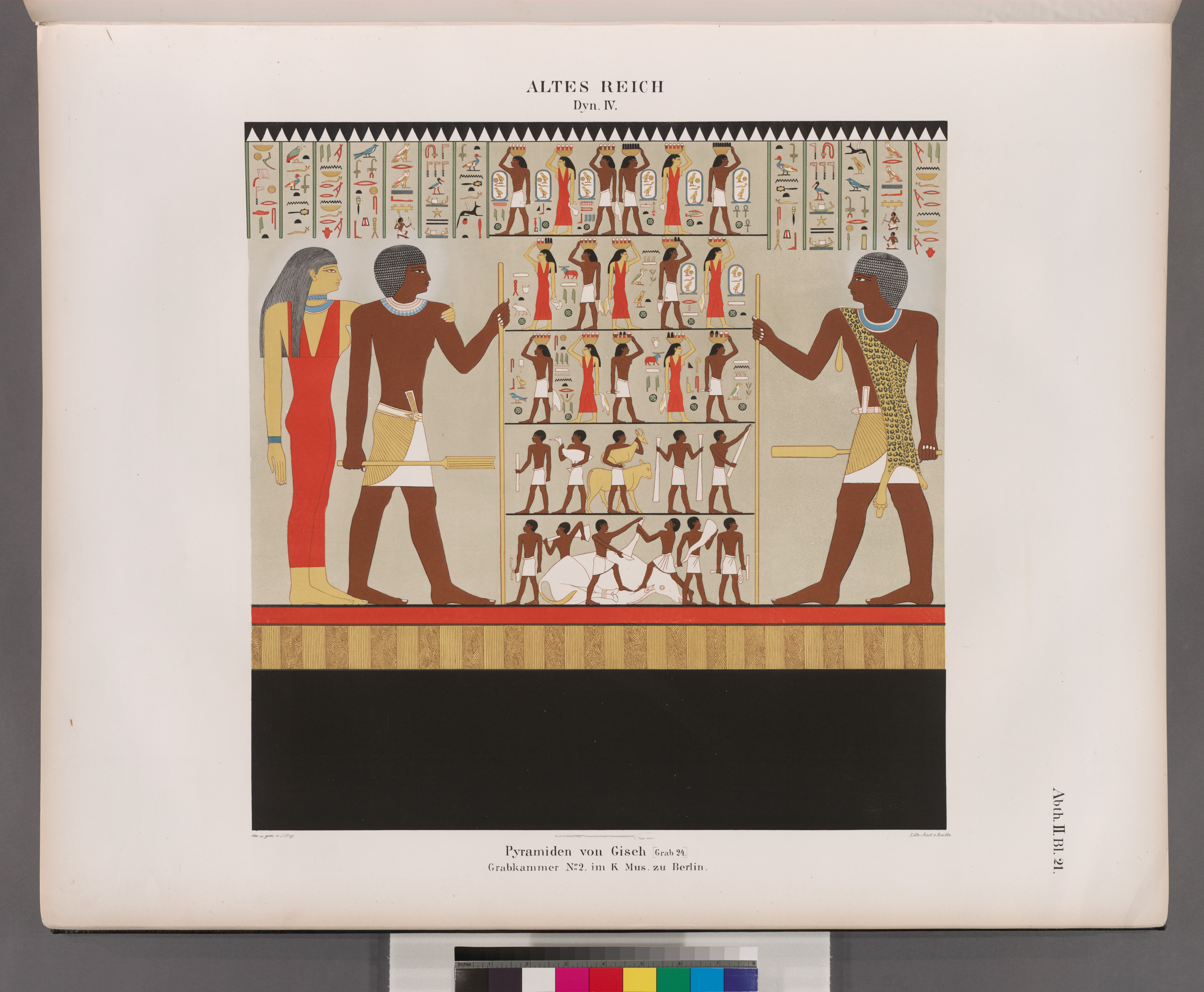
Porážka zobrazená v pyramidách v Gíze

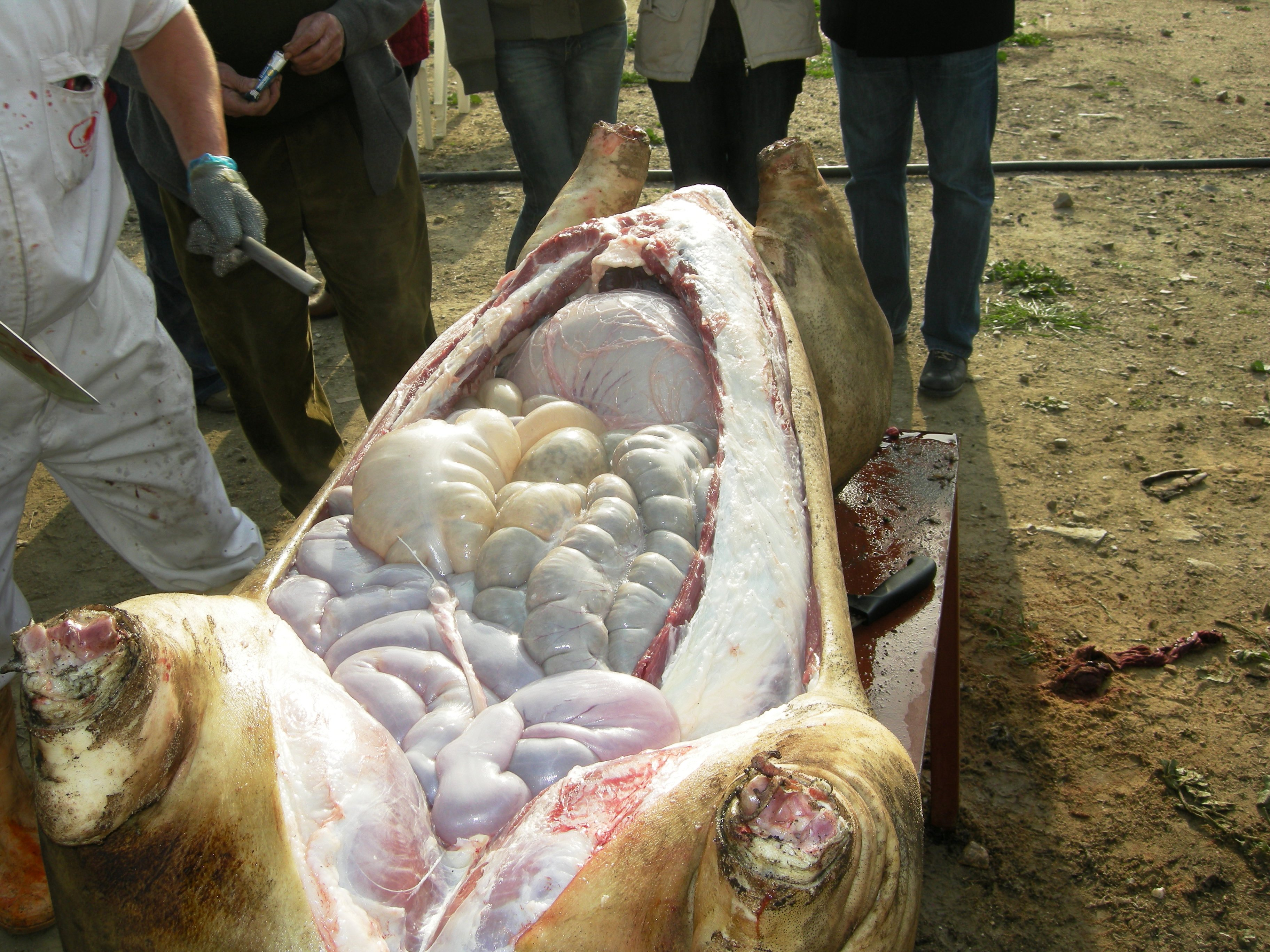
Vepř na zabijačce před vyvržením

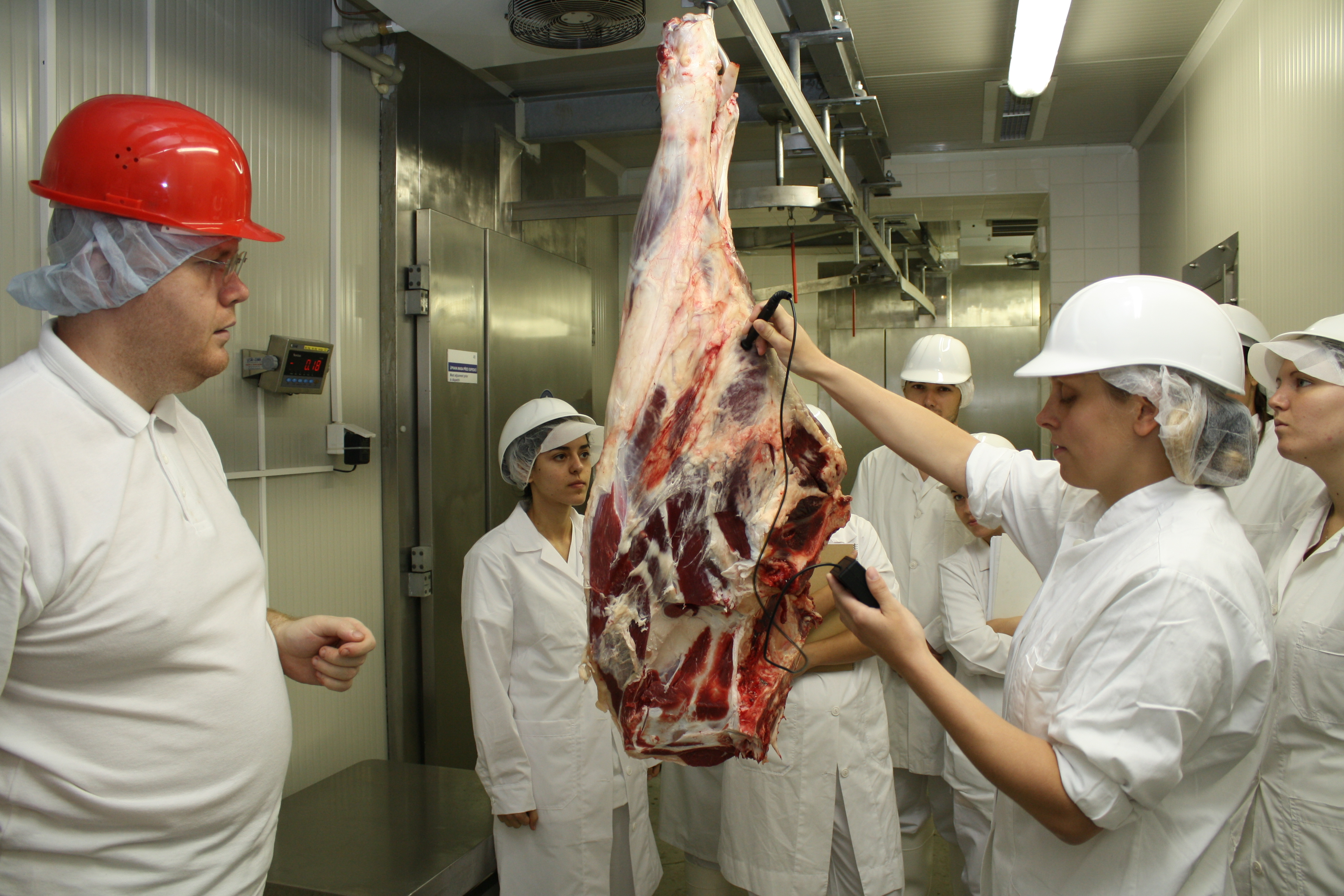
Kontrola masa

Porážka jatečného zvířete je usmrcení hospodářského zvířete odborným personálem v souladu se zákonem. Porážka je prováděna na jatkách. Jatkami se rozumí podnik, ve kterém se provádí usmrcení a následné jatečné opracování těl hospodářských zvířat, jejichž maso je určeno k lidské spotřebě.

## Průběh porážky
Každé jatečné zvíře poražené na jatkách podléhá veterinárnímu vyšetření před poražením (vyšetření ante mortem) a po poražení (vyšetření post mortem).
Mezi první porážkové procedury patří naskladnění zvířat do prostoru jatek, jejich očista a veterinární vyšetření před poražením. Výsledek vyšetření před poražením udává, zda je zvíře momentálně vhodné jako zdroj surovin pro lidskou konzumaci, nebo může pro lidi představovat nebezpečí. Po veterinárním vyšetření je zvíře omráčeno povoleným způsobem - nejčastěji elektrickým proudem (drůbež, prasata), plynem (CO2) nebo střelou z porážecí pistole do hlavy (skot), u domácích porážek také úderem palice, tupé strany sekery apod. - a usmrceno vykrvením - exsanguinací. K rychlému vykrvení jsou používány nože, kterými je proříznuta krkavice (krční tepna) a její větve. Po vyhasnutí všech životních funkcí (dýchání, srdeční a mozková činnost) je jatečné tělo dále opracováno. Je zbaveno konců končetin a tělního pokryvu (kůže, štětin, rohoviny, příp. peří), které jsou zdrojem znečištění masa. Hlava se od těla odděluje v případě, že je třeba ji veterinárně vyšetřit odděleně od ostatních částí jatečného těla (skot, drůbež). Potom následuje vykolení (eviscerace), kdy se z jatečného těla vyjmou všechny, poživatelné i nepoživatelné, orgány. Těla velkých jatečných zvířat se dělí na menší celky. K tomuto účelu slouží pily a sekáče, s jejichž pomocí se jatečné tělo rozpůlí středem páteřního kanálu.
U skotu a ovcí se stahuje celá kůže. U zvířat s řídkým ochlupením se odstraňují chlupy a nečistoty opařením a odštětinováním (u prasat) nebo oškubáním (u drůbeže) pomocí speciálních strojů.
Vnitřní orgány se vyjmou z jatečného těla a zavěsí se na souběžné porážecí dopravníky. Někdy se odkládají na prohlížecí stoly nebo pás. Ledviny se uvolní z tukového a vazivového pouzdra a nechají se viset u těla. Plstní (orgánový) tuk se uvolní tak, aby bylo umožněno vyšetření pohrudnice a pobřišnice. Mléčná žláza skotu se musí oddělit od těla a odděleně zavěsit, aby se předešlo kontaminaci masa a orgánů mlékem. Varlata samců musejí zůstat u těla zvířete.
Po rozpůlení je jatečné tělo spolu se všemi orgány k němu náležejícími podrobeno prohlídce po poražení. Pokud jsou všechny části posouzeny jako vhodné k lidské konzumaci, jsou opatřeny na předepsaných místech povolenými razítky a bezprostředně vychlazeny. Následující dělení jatečného kusu (bourání masa) na menší části je prováděno ve specializovaných podnicích, tzv. bourárnách.